# فستوس (میزوری)
فستوس (به انگلیسی: Festus) شهری در شهرستان جفرسون ایالت میزوری است که جمعیت آن در سرشماری سال ۲۰۱۰ میلادی ۱۱٫۶۰۲ نفر بوده است.